# Paranapiacaba
Paranapiacaba är ett släkte av skalbaggar. Paranapiacaba ingår i familjen bladbaggar.
Kladogram enligt Catalogue of Life:
| Paranapiacaba | \| \| Paranapiacaba connexa \| \| \| \| \| \| Paranapiacaba tricincta \| \| \| \| |
|               | \| \| Paranapiacaba connexa \| \| \| \| \| \| Paranapiacaba tricincta \| \| \| \| |
|               | Paranapiacaba connexa                                                             |
|               |                                                                                   |
|               | Paranapiacaba tricincta                                                           |
|               |                                                                                   |

1. 1 2 3  Bisby F.A., Roskov Y.R., Orrell T.M., Nicolson D., Paglinawan L.E., Bailly N., Kirk P.M., Bourgoin T., Baillargeon G., Ouvrard D. (red.) (5 mars 2011). ”Species 2000 & ITIS Catalogue of Life: 2011 Annual Checklist.”. Species 2000: Reading, UK. http://www.catalogueoflife.org/annual-checklist/2011/search/all/key/paranapiacaba/match/1. Läst 24 september 2012.